# Symplocos oligandra
Espèce
Synonymes
- Eugenioides oligandrum Kuntze[2]

Statut de conservation UICN

 EN B1+2c : En danger
Symplocos oligandra est une espèce de plantes à fleurs de la famille des Symplocaceae.

## Publication originale
- Forest. Man. Bot. 150. 1874.